# Idioma yimas
La lengua yimas, es una lengua hablada por entre 250 y 300 hablantes, en Nueva Guinea, en una región en la provincia de East Sepik, cercana a los ríos Arafundi y Karawari. Es una lengua del grupo Sepik-Ramu estrechamente emparentada con la lengua karawari. Existe gramática, sólo entre 20% de sus hablantes está alfabetizado en alguna lengua.
Actualmente es una lengua amenazada, que está siendo ampliamente substituida por el tok pisin, y en menor medida por el inglés, a tal punto que no está claro si alguno de los jóvenes yimas puede ser considerado un hablante nativo de dicha lengua.